# Husarendenkmal
Husarendenkmäler wurden in verschiedenen Orten errichtet:
- Husarendenkmal (Bonn), Regimentsdenkmal 1815–1918 des Husaren-Regiment „König Wilhelm I.“ (1. Rheinisches) Nr. 7, die Bonner Königshusaren - „Lehm-op“
- Husarendenkmal (Frankfurt am Main) für die im Ersten Weltkrieg Gefallenen des Husaren-Regiments „König Humbert von Italien“ (1. Kurhessisches) Nr. 13, den sog. Bockenheimer 13er Husaren (drei Escadrone á ca. 150 Pferde pro Escadron)
- Husarendenkmal (Hamburg), Hamburg-Wandsbek für die Gefallenen des Husaren-Regiments „Königin Wilhelmina der Niederlande“ (Hannoversches) Nr. 15 1914–1919
- Husarendenkmal (Heilsberg), in Lidzbark Warmiński, dem alten Heilsberg für die Prittwitz-Husaren
- Husarendenkmal (Krefeld), Regimentsdenkmal 1914–18 des 2. Westfälischen Husaren-Regiments Nr. 11
- Husarendenkmal (Leobschütz), Regimentsdenkmal 1914–18 des 2. Schlesischen Husaren-Regiments Nr. 6, abgetragen
- Husarendenkmal (Ohlau), Regimentsdenkmal 1914–18 des 1. Schlesischen Husaren-Regiments Nr. 4, verschollen
- Husarendenkmal (Potsdam), Regimentsdenkmal 1914–18 Leib-Garde-Husaren-Regiments, Torso an der Berliner Straße erhalten
- Husarendenkmal (Rathenow), Regimentsdenkmal 1914–18 des Husaren-Regiments von Zieten (Brandenburgisches) Nr. 3
- Husarendenkmal (Reckahn), Gründungsdenkmal der „Schwarzen Husaren“
- Husarendenkmal (Rezonville) als Kriegsdenkmal 1870/71, auf dem Schlachtfeld bei Mars-la-Tour
- Husarendenkmal (Stolp), Regimentsdenkmal 1914–18 des Husaren-Regiments Fürst Blücher von Wahlstatt (Pommersches) Nr. 5, verschollen
- Husarendenkmal (Wiesental) in Wiesental (Waghäusel) für im Jahr 1849 dort Gefallene Angehörige des 2. Rheinischen Husaren-Regiments Nr. 9
- Husaren-Gedenkstein 1863 (Wustrau) des Brandenburgischen Husaren-Regiments von Zieten Nr. 3